# Alketas Panagoulias
Alketas Panagoulias (griechisch Αλκέτας Παναγούλιας, * 30. Mai 1934 in Thessaloniki; † 18. Juni 2012 in Vienna, Virginia, USA) war ein griechischer Fußballspieler, -trainer und Politiker.

## Karriere
Nach seinem Studium ging er in den frühen 1960er Jahren in die USA. Dort trainierte er anfangs den Greek American Atlas Soccer Club, einen US-amerikanischen Fußballverein für griechische Einwanderer. Mit Atlas gewann er in den Jahren 1967, 1968 und 1969 drei National-Challenge-Cup-Titel.
In den frühen 1970er Jahren kam Panagoulias wieder zurück in sein Heimatland. 1972 wurde er Co-Trainer des Nordiren Billy Bingham bei der griechischen Nationalelf. Ein Jahr später übernahm er das Zepter in Griechenland. In seine Zeit fällt die Qualifikation für die Fußball-Europameisterschaft 1980 in Italien, wo Griechenland als Gruppenletzter ausschied. Nach der EM übernahm er 1981 den griechischen Großklub Olympiakos Piräus. Er blieb zwei Jahre und konnte zwei griechische Meistertitel holen.
Von 1983 bis 1985 war er Trainer der Fußballnationalmannschaft in seiner zweiten Heimat USA. 1984 nahm er an den Olympischen Sommerspielen 1984 in Los Angeles als Trainer der US-Olympiamannschaft teil. Dort schied er mit den USA als Gruppenletzter in der Vorrunde aus.
1985 kehrte er wieder nach Griechenland zurück. Er übernahm für zwei Saisonen abermals Olympiakos Piräus und konnte sich 1987 wieder über einen Meistertitel freuen. Von 1987 bis 1990 trainierte er den Verein, bei dem er bereits als Spieler aktiv gewesen war, Aris Thessaloniki. Zwei Jahre nach Vertragsende bei Aris übernahm er abermals die griechische Nationalmannschaft und führte diese zu ihrer ersten Endrundenteilnahme an einer Weltmeisterschaft, bei der Fußball-Weltmeisterschaft 1994 in den USA. Das Team verlor alle drei Spiele und konnte nicht einmal ein Tor erzielen. Die letzten beiden Trainerstationen waren von 1996 bis 1998 Iraklis Thessaloniki und 1998–1999 Aris Thessaloniki. Danach zog er sich aus dem Fußball zurück und wurde Politiker.
Er wurde Mitglied im Stadtrat von Thessaloniki und kandidierte für das Griechische Parlament und für das Europäische Parlament als Vertreter Griechenlands. Des Weiteren war er FIFA-Instructor und hatte einige Ämter im US-amerikanischen Fußball inne. Er war Vater zweier Kinder, Sohn und Tochter.

## Tod
Nach kurzer Krankheit starb er am 18. Juni 2012 in seinem Wohnsitz in Vienna, Virginia. Die griechische Nationalmannschaft, die am 22. Juni 2012 im Rahmen der Fußball-Europameisterschaft gegen Deutschland spielte, spielte Panagoulias zu Ehren mit Trauerflor.

## Erfolge
- Griechischer Meister: 1982, 1983, 1987